# Zeemeermin
Een zeemeermin of kortweg meermin  is een mythisch wezen, met het bovenlichaam van een vrouw en in plaats van benen een vissenstaart. Haar minder bekende mannelijke tegenhanger is de zeemeerman.

## Geschiedenis
Verhalen over zeemeerminnen gaan terug tot in de oudheid. Het mythische wezen van de allereerste zeemeerman vindt waarschijnlijk zijn oorsprong bij de Babyloniërs en Soemeriërs ongeveer 5.000 jaar voor Christus. Zij kenden de god Ea of Enki, de god van de zoete wateren, die volgens de mythologie de schepper en tegelijk redder van de mens is. Hij werd afgebeeld met een vissenstaart of met een vis over zijn hoofd. Ook de Syrische godin Atargatis werd afgebeeld als een menselijk torso met een vissenstaart. Zij is een van de eerst bekende vormen van een zeemeermin.
In de Griekse mythologie hadden zeedemonen eerder al hun domicilie gekozen in de grotten en op de rotsen rond de Tyrreense Zee. Door hun zachte gezang lokten zij de schippers op de klippen. Sirenen worden voor het eerst genoemd in de Odyssee van Homerus, waar deze half-vrouw half-vogel wezens hun charmes aan Odysseus tentoonspreidden. Zeemeerminnen, sirenen met een vissenstaart, kwamen in ook voor in de Physiologus, een collectie moraliserende dierenverhalen, die waarschijnlijk rond de derde of vierde eeuw na Christus in het Grieks werden geschreven door een anonieme auteur. Deze Physiologus was een voorloper van de populaire bestiaria in de Middeleeuwen. Kerkvaders gebruikten de gespleten persoonlijkheid van zeemeerminnen - immers half vrouw, half vis - als een teken van wantrouwen. Het verhaal van sirenen en zeemeerminnen werd in de middeleeuwen door de Kerk dan ook gebruikt om mensen te waarschuwen voor het kwaad van de verleiding. In die tijd waren om die reden dan ook in veel kerken, kloosters en kathedralen afbeeldingen van zeemeerminnen te vinden.

## Vermeende waarnemingen
De middeleeuwse fantasie over meerminnen met een vissenstaart komt van de verhalen van zeelui, die dachten deze wezens in het schuim gezien te hebben. In werkelijkheid hebben zij waarschijnlijk zeekoeien gezien: deze zoogdieren uit tropische wateren hebben een spitse vorm; de vrouwtjes hebben ook tepels, die het beeld van de vrouwelijke lichaamsvormen oproepen. Columbus meende in 1493 zeemeerminnen te zien tijdens zijn reis naar Amerika en beschreef deze in zijn dagboek. In 1493, voor de kust van Hispaniola, rapporteerde hij 'vrouwelijke vormen' die hoog uit de zee zouden rijzen, maar niet zo mooi waren als vaak weergegeven. Over het algemeen wordt gedacht dat Columbus die dag lamantijnen (een soort zeekoe) heeft zien zwemmen. In het logboek van de Engelse piraat Zwartbaard (1680-1718) wordt vermeld dat hij zijn bemanning instrueert om bepaalde wateren te mijden die hij "betoverd" noemt vanwege zeemeerminnen, die door Zwartbaard en zijn bemanning zouden zijn gezien.

### Boeronees zeewijf

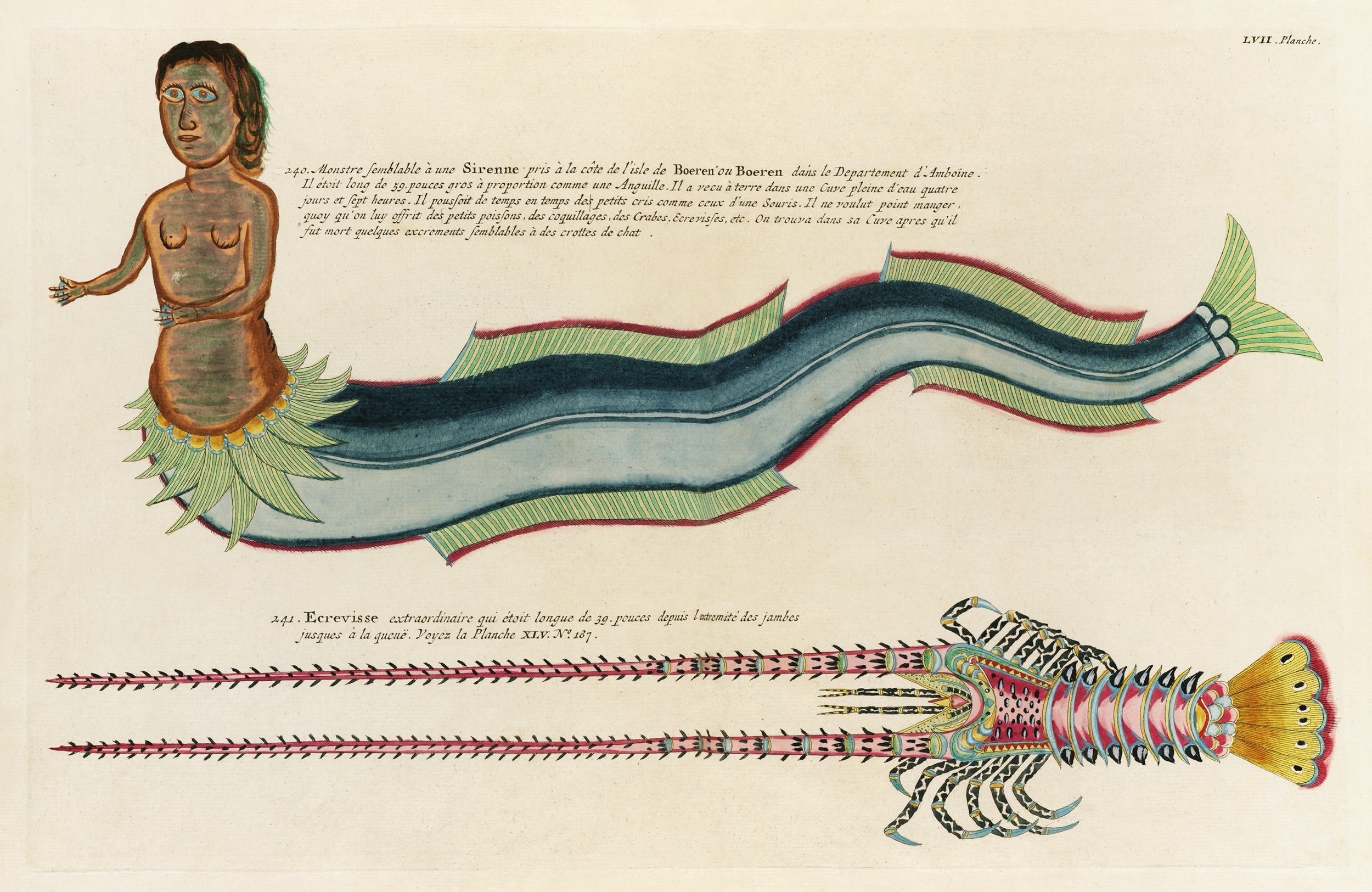
Het Boeronees Zeewijf in Natuurlyke Historie van Louis Renard (1719)

Bij de kust van Ambon zou in 1712 het zogenoemde Boeronees zeewijf zijn gevangen; volgens de overlevering overleefde deze zeemeermin vier dagen en zeven uur in een tobbe voordat ze doodging. Samuel Fallours, een kunstenaar die in dienst was van de Verenigde Oost-Indische compagnie en bij wie het zeewijf in huis zou hebben verbleven, tekende een afbeelding van de zeemeermin. De afbeelding werd opgenomen in het zoölogische platenboek Natuurlyke historie der Indische zeeën; behelsende de visschen, kreeften en krabben van verschillende kleuren en buitengewoone gedaanten van de Moluksche eilanden en op de kusten der zuidlyke landen van de in Amsterdam woonachtige boekverkoper en uitgever Louis Renard. In de tweede druk van de eerste uitgave van Natuurlyke Historie werden − om twijfel rondom de echtheid van de waarnemingen van de zeemeermin weg te nemen − verschillende 'ooggetuigenverslagen' opgenomen. Zo verklaarde de Nederlandse dominee François Valentijn, die tweemaal met de VOC naar Azië voer:

Een van de verwonderings-weerdigste zaken, hier in Amboina vallende, zyn de Zee-Menschen, ofwel de Meir-Mannen, en Meir-Minnen, zoo die in 't gemein genaamd werden.
— François Valentyn - Omstandig verhaal van de geschiedenissen en zaaken het kerkelyke ofte den Godsdienst betreffende, zoo in Amboina etc., p. 330 (1726)

Valentijn gebruikte Fallours' tekening van de zeemeermin, die hem door Renard was toegestuurd, in het derde deel van zijn Oud en Nieuw Oost-Indiën (1726). Zo schreef hij:

Het hoofd was als dat van een Vrouw-Mensch, hebbende zyne behoorlyke evematigheid van deelen, en van de oogen, neus en mond; dog de oogen, die zeer licht-blaeuw waren, vertoonden zig een weinig anders, als van een ander Mensch.
— François Valentyn - Omstandig verhaal van de geschiedenissen en zaaken het kerkelyke ofte den Godsdienst betreffende, zoo in Amboina etc., p. 331 (1726)

### Caithness (Schotland)
In 1809 werd in Edinburgh het relaas gepubliceerd van twee voorvallen van vermeende waarnemingen van een zeemeermin. Eliza Mackay (dochter van de dominee in Reay) en haar vriendin C. Mackenzie beschreven in een brief aan mevrouw McInnes dat ze op 28 januari 1808 bij Reay (Caithness) in Schotland vanaf de kust een vrouwenfiguur in zee hadden gezien met dik, lang groen haar, een wit voorhoofd, neus en kin en heldere roze zijkanten van het gezicht. De neus en de lichtgrijze ogen zouden klein zijn geweest, de armen lang en slank en de vingers zouden geen vliezen hebben gehad. De vrouwen beweerden het fenomeen bij zonlicht bijna een uur te hebben waargenomen op slechts enkele yards afstand. Drie andere personen zouden volgens hen het voorval ook hebben gezien. William Munro, schoolleraar in Thurso, gaf aan zo'n twaalf jaar geleden - rond 1797 - in de buurt van Landsidehead bij Reay een naakte vrouw op een rots te hebben gadegeslagen, waarvan het lichaam tot in zee reikte. Het leek volgens hem alsof ze het haar aan het kammen was. Na enkele minuten zou ze in zee zijn verdwenen. Hij merkte verder op dat die dag de zon scheen en dat hij er niet ver vanaf was geweest. Zowel de vrouwen als de man gaven aan dat ze eerder vernomen hadden dat anderen aan die kust ook iets dergelijks hadden ervaren.

## Folklore

### Verhalen en boeken

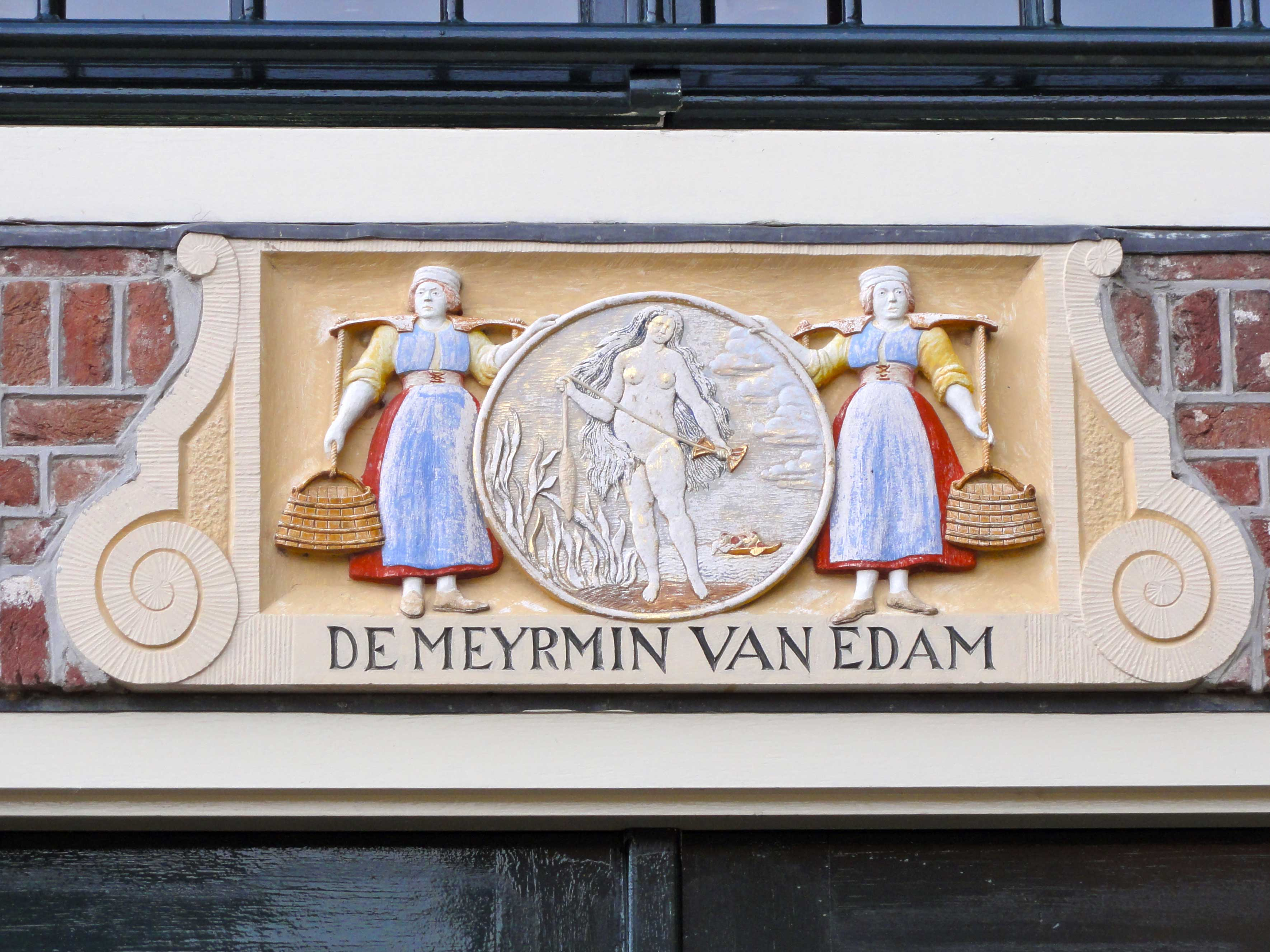
Gevelsteen met de meermin van Edam

In Nederland is de meermin van Edam, ook wel de zeemeermin van Haarlem genoemd, bekend. Deze meermin zou in 1403 na een zware storm, nadat de dijken gebroken waren, gevangen zijn in het Purmermeer bij Edam. Ze is naar Haarlem gebracht, heeft daar leren spinnen en een christelijke begrafenis gehad. Het verhaal over deze zeemeermin werd gedurende 600 jaar door veel schrijvers opgeschreven.
In het vestingsstadje Steenbergen zijn zeemeerminnen in het stadswapen verwerkt. Er gaan diverse sagen rond over de 'wraakzuchtige zeemeerminnen' van Steenbergen. In de sage worden historische tegenslagen in de stad verbonden aan een vloek die de zeemeerminnen.
Ook Muiden kent een legende over een zeemeermin. Als vissers een gevangen exemplaar vrijlaten, zingt ze: "Muiden zal Muiden blijven, Muiden zal nooit beklijven". Een andere bekende sage is De zeemeermin van Westenschouwen.
Er is een verhaal over een kofschip op de Noordzee dat opeens stil lag. De schipper ging kijken en zag een meerman aan het roer hangen. Hij zegt dat zijn vrouw in barensnood is en hij vraagt of de vrouw van de schipper haar wil ondersteunen. De schippersvrouw heeft zelf zes kinderen en weet wat de zeevrouw doormaakt. Ze gaat meteen overboord en verdwijnt in de diepte. Het schip ligt stil en na lange tijd brengt de meerman de schippersvrouw naar boven. Ze is droog, alleen de zoom van haar rok wordt nat als de schipper haar in zijn armen pakt. Het schip zeilt razendsnel verder en haalt binnen een kwartier de stilstand in. De koopvaarder doet goede zaken en zolang hij de Noordzee bevoer, zat alles hem mee.
Een verhaal uit de Ierse mythologie vertelt over een arme visser die een zeemeermin ontmoet. Ze belooft hem altijd veel vis in ruil voor zijn zoon als deze 20 jaar is. De man heeft geen zoon en neemt het aanbod aan. Hij wordt bang als het bijna twintig jaar later is en zijn zoon dus bijna zo oud is als destijds was afgesproken. Hij stuurt hem weg van de zee. De jongen maakt veel avonturen mee en wordt verliefd op een prinses die wordt geofferd aan het monster in het loch. Hij redt de jongedame en ze trouwen. Op zijn twintigste verjaardag komt de zeemeermin echter in de loch en eist de jongeman op. Hij kan ontkomen, maar zijn vrouw wordt onder water getrokken. Door een witte hinde te pakken, waaruit een kraai verschijnt, waaruit een forel verschijnt, waaruit een ei verschijnt weet de jongeman de zeemeermin te verslaan. Ze vraagt hem het ei niet te vernietigen, want haar ziel ligt hierin verborgen. De man eist zijn vrouw terug, en dit gebeurt, waarna hij het ei toch stuk trapt en de zeemeermin vernietigd wordt.
- De kleine zeemeermin is een beroemd sprookje van Hans Christian Andersen uit 1836.
- In Juttertje Tim, een kinderboek uit 1991 van Paul Biegel, komen ook zeemeerminnen voor.
- Ook in enkele Suske en Wiske-verhalen komen zeemeerminnen voor, zoals Het bevroren vuur, De ijzeren schelvis en De snikkende sirene.

### Films en series
- In 1984 kwam de film Splash uit.
- In 1989 maakte Disney een verfilming van het sprookje van Andersen.
- In 2006 kwam H2O: Just Add Water uit, waarin zeemeerminnen figureren.
- In 2011 kwam de film Pirates of the Caribbean: On Stranger Tides uit.
- In 2016 kwam de serie Mako: Island of Secrets uit, een spin-off van H2O: Just Add Water.
- In 2017 kwam de film Scales: A Mermaids Tale uit.
- In 2018 kwam de serie Siren uit.
- In 2019 kwam de film The Lighthouse uit, waarin een zeemeermin in een waan verschijnt.

#### Vervalste series
Animal Planet zond twee tv-reportages uit over zeemeerminnen. De eerste was Mermaids: the body found en ging over een team dat restanten van een zeemeermin zou hebben gevonden in de buik van een haai, maar zodra het nieuws bekend werd, zou de FBI de bewijsstukken hebben afgenomen. De tweede reportage was Mermaids: new evidence en bevatte enkele filmfragmenten waarin zeemeerminnen te zien zouden zijn, waaronder een opname in het Israëlische kustplaatsje Kiryat Yam. Beide reportages bleken een hoax te zijn.

### Kunst
- Voorstellingen van zeemeerminnen zijn te vinden in de schilderkunst, architectuur en beeldhouwkunst. Een bekend voorbeeld is De kleine zeemeermin (Den lille Havfrue) van Edward Eriksen, een bronzen standbeeld uit 1913 geplaatst op een rots in de Deense hoofdstad Kopenhagen.
- Teylers Museum in Haarlem had van 25 mei t/m 15 september 2013 een overzichtstentoonstelling getiteld Een zee vol meerminnen waar aan alle aspecten van de zeemeermin - historisch, religieus, mythisch, volkenkundig - aandacht werd besteed. Hierbij werd voor het eerst een geïllustreerd overzichtswerk van het fenomeen zeemeermin gepubliceerd.

### Muziek
- De Meermin is een hit uit 1977 van Rob de Nijs.
- Franse pop singer-songwriter Nolwenn Leroy verscheen als een zeemeermin op de albumhoes van haar album Ô Filles de l'eau uit 2012 en in de videoclip van haar single Sixième Continent.

## Galerij

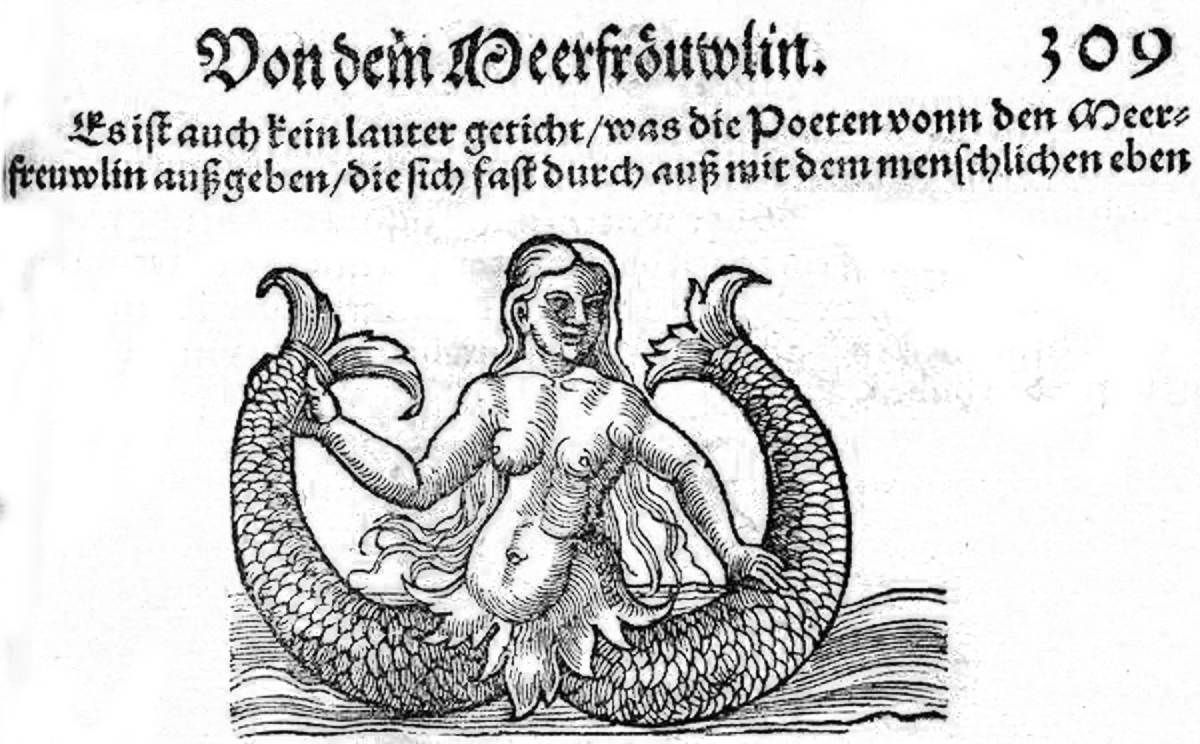
Zeemeermin (1565)
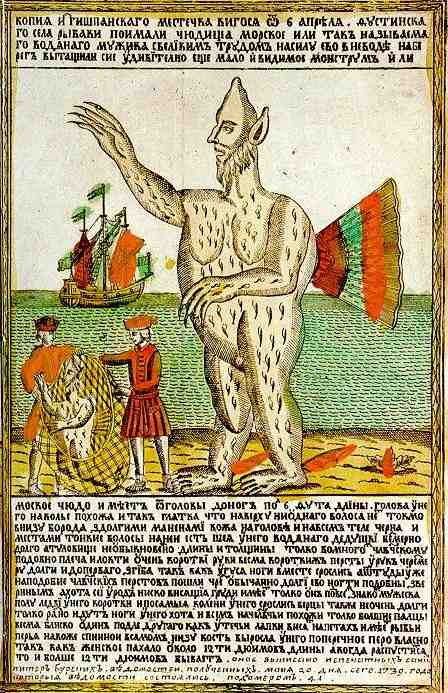
De vangst van een waterwezen (1739)
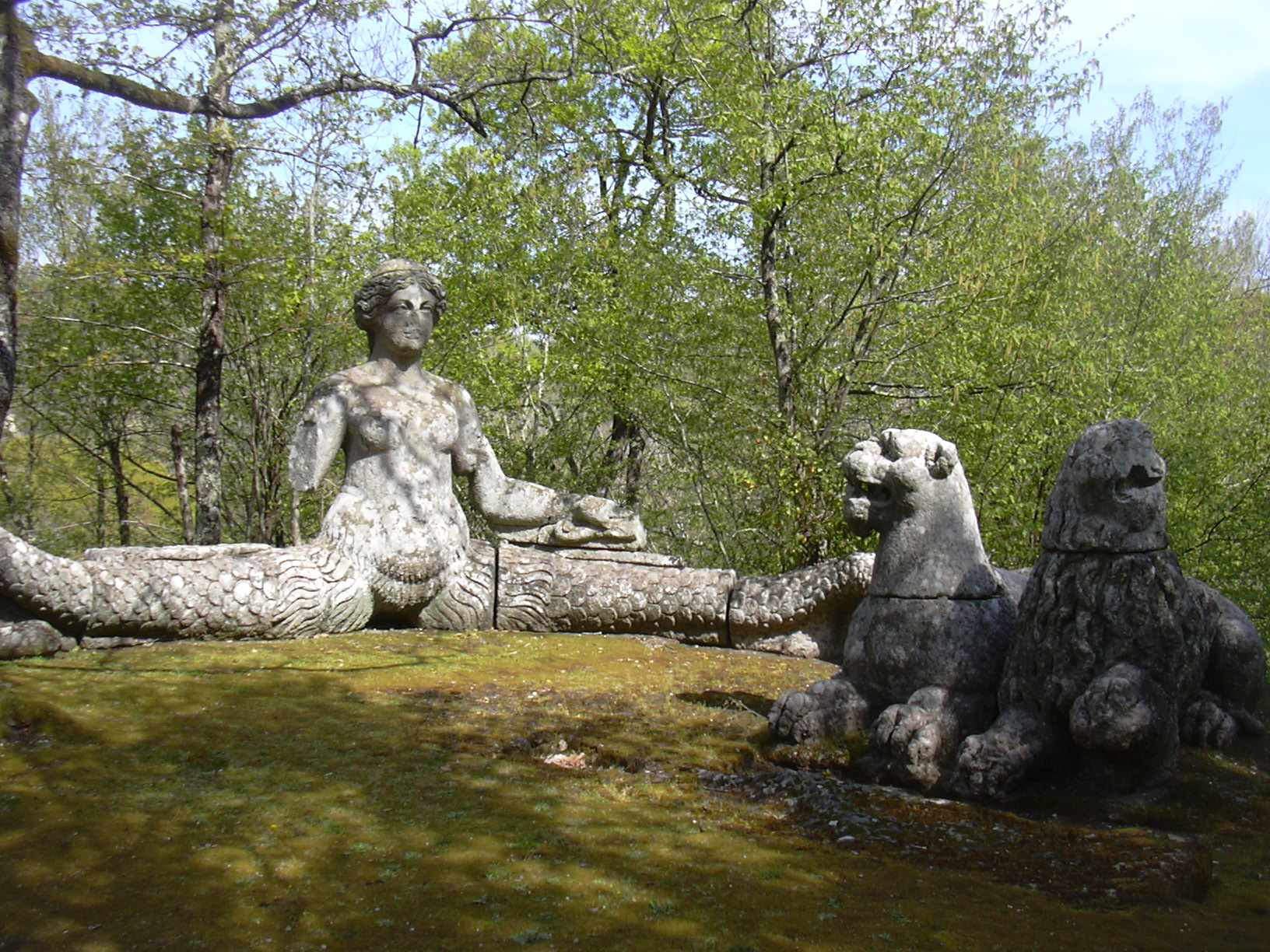
Zeemeermin en twee leeuwen (Tuinen van Bomarzo)
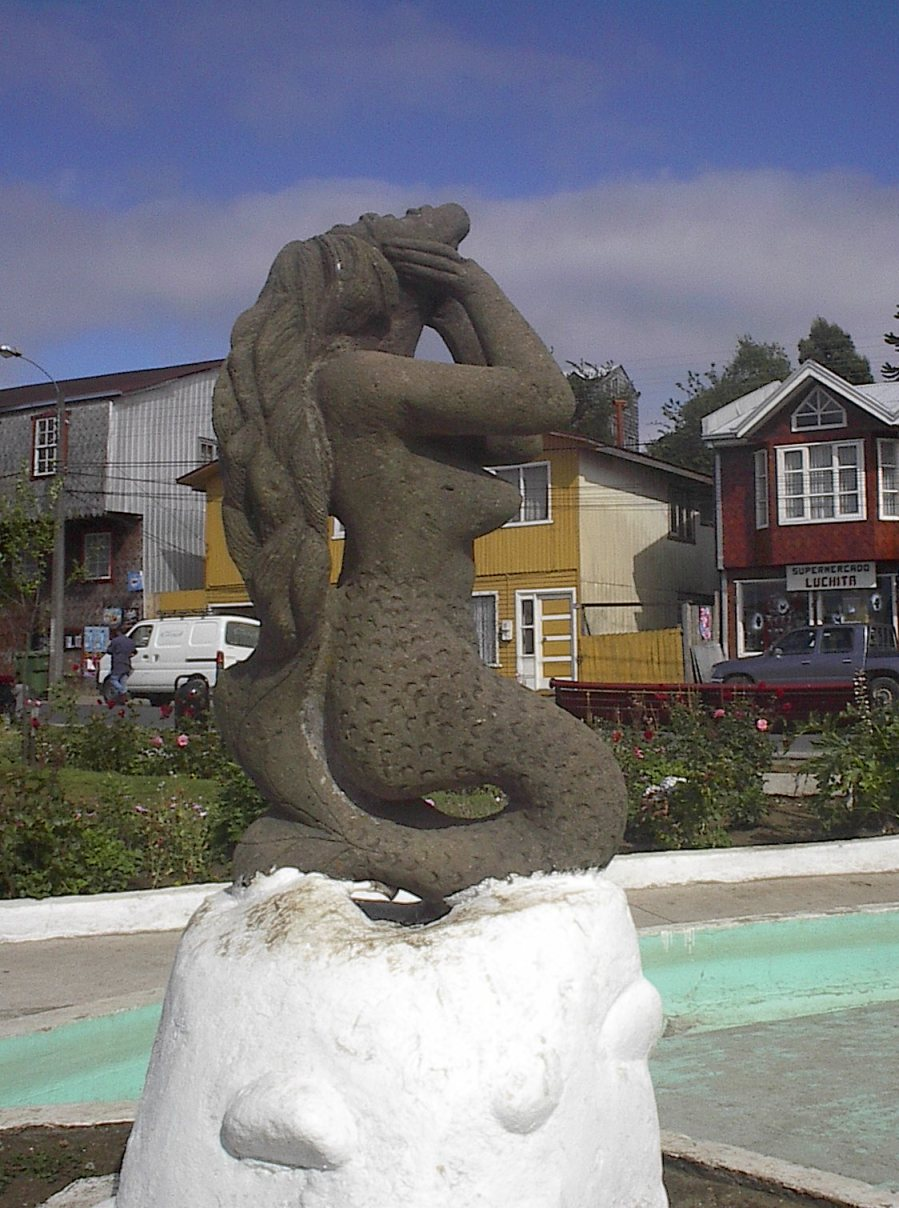
Zeemeermin (Chili)
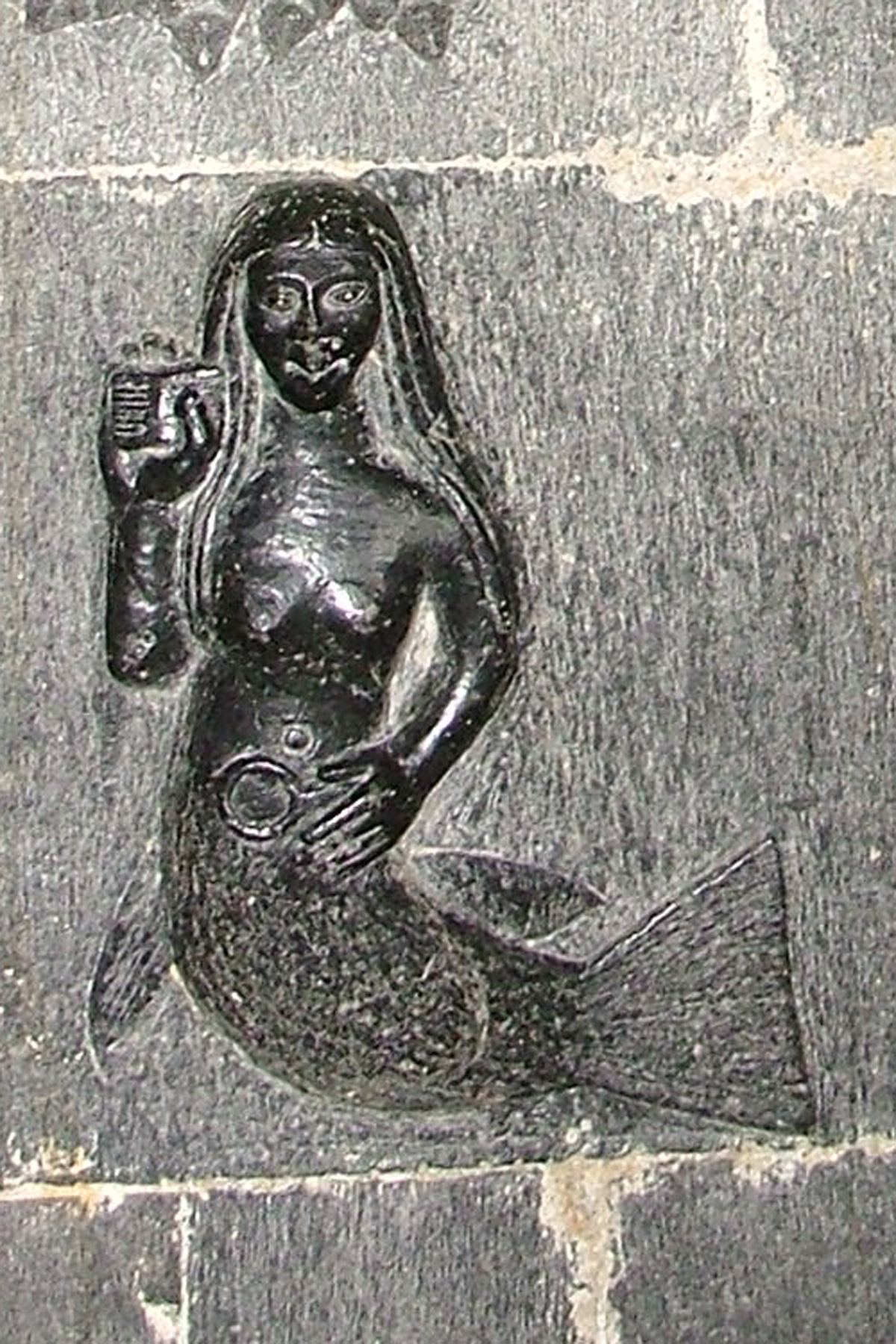
Zeemeermin (kathedraal in Ierland)
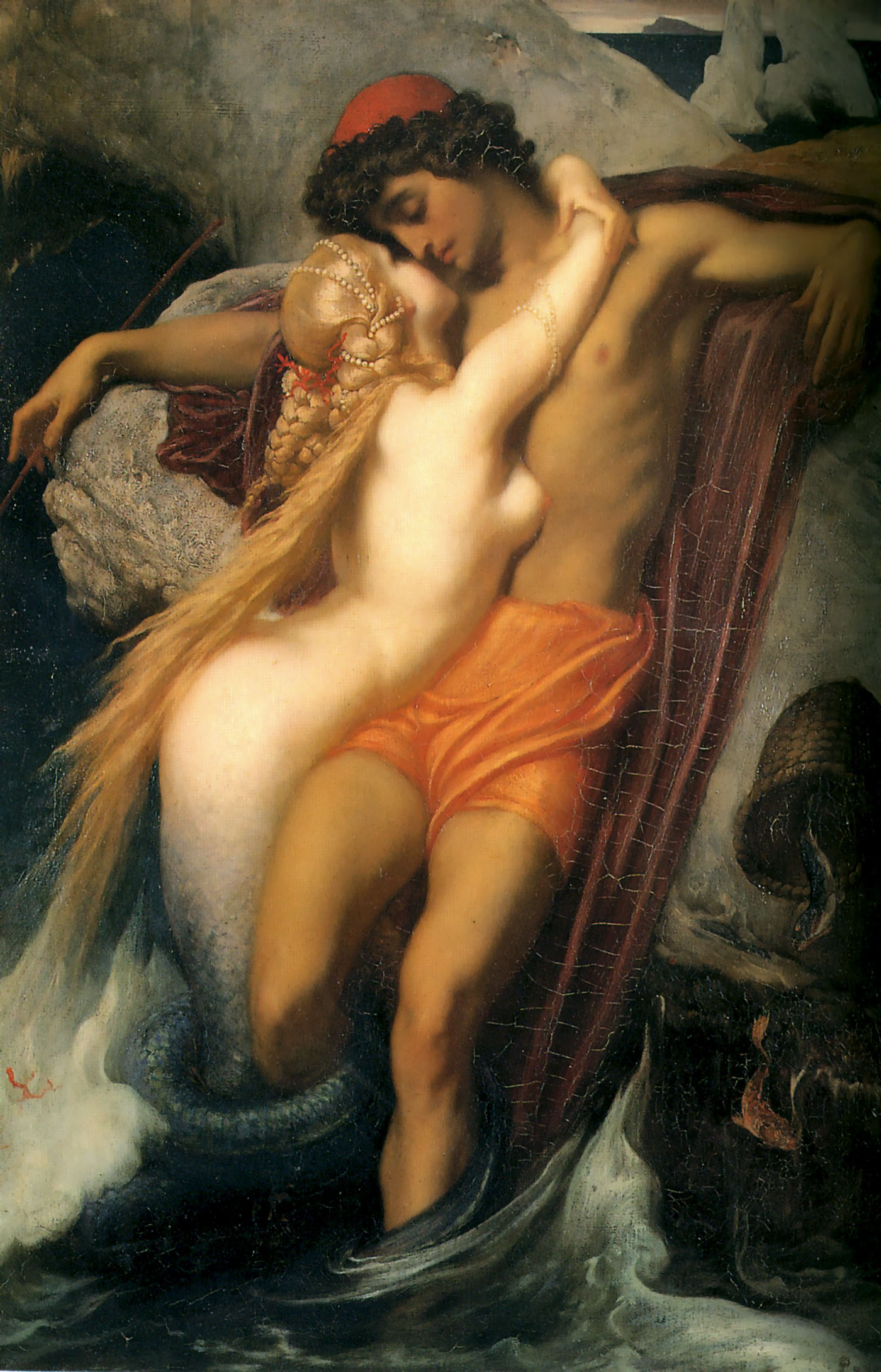
De visserman en de sirene van Frederic Leighton, 1856-1858
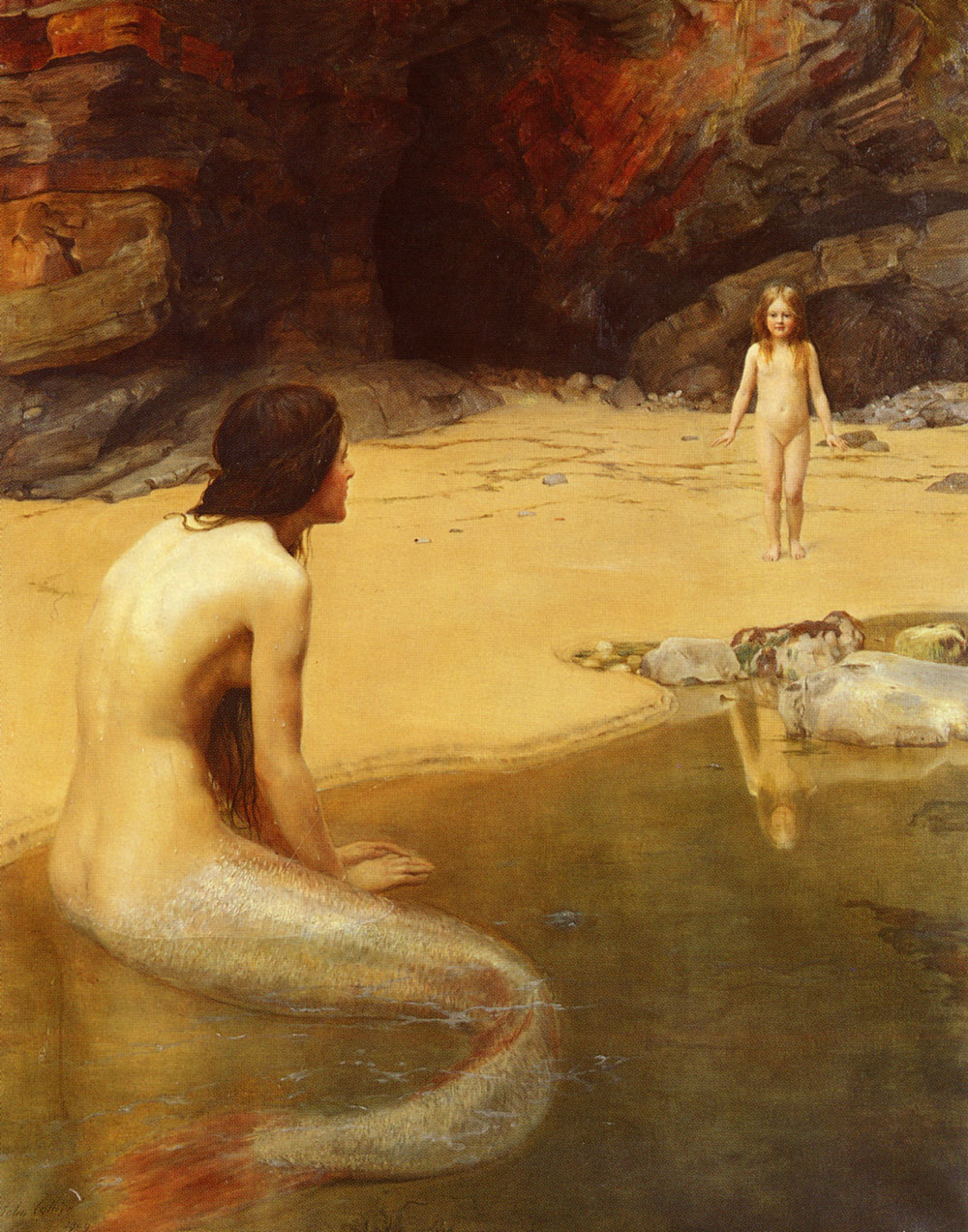
The Land Baby van John Collier, 1909
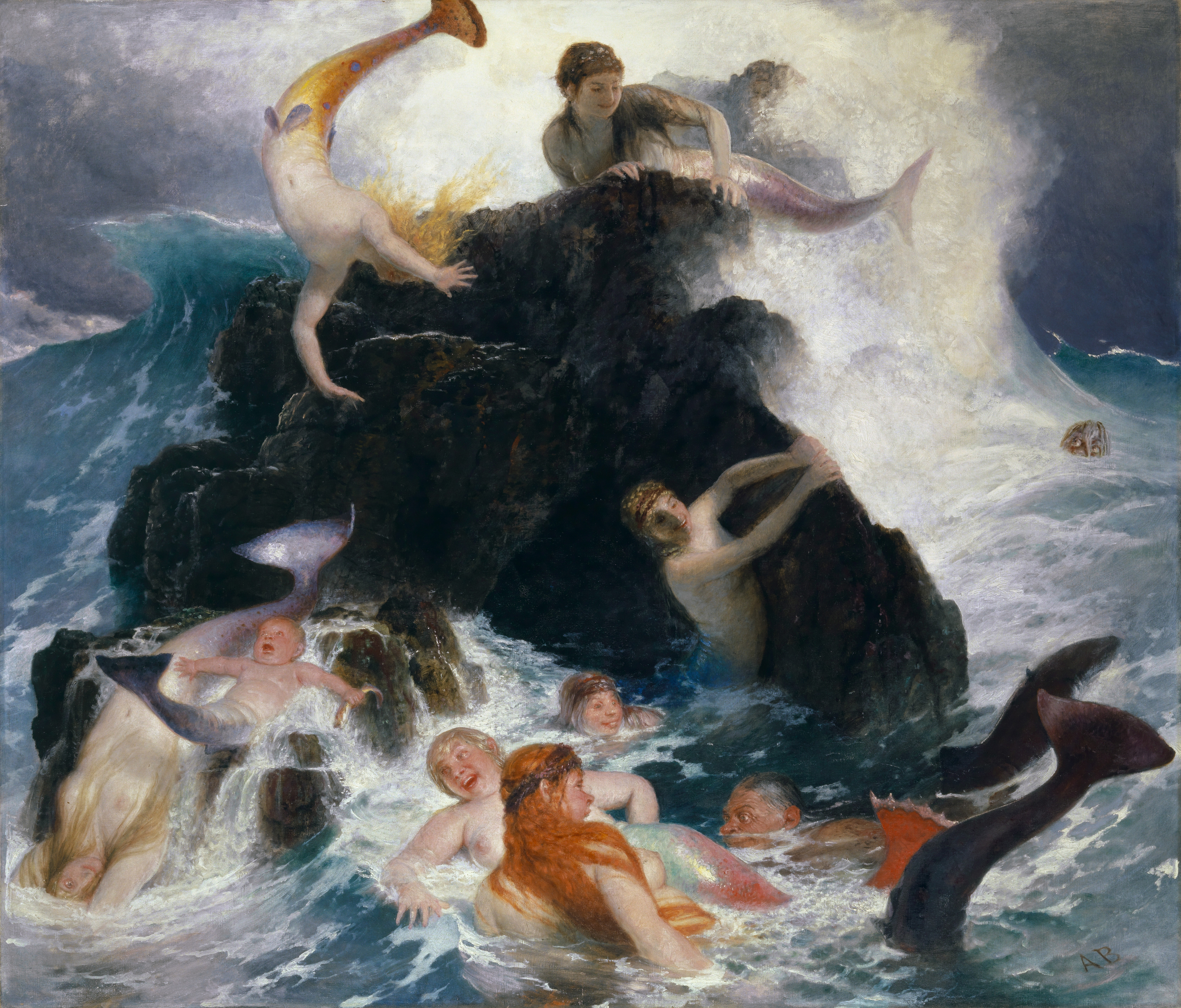
Het spel van de Najaden van Arnold Böcklin, 1886
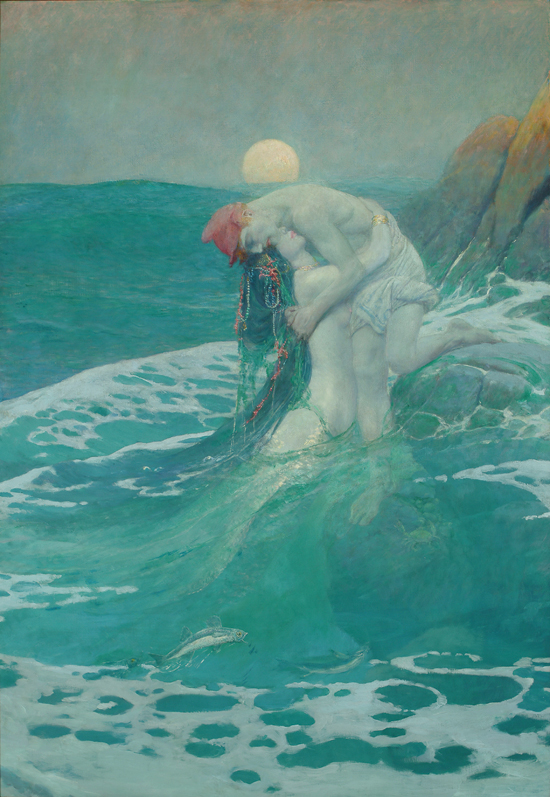
De zeemeermin van Howard Pyle, 1910